# 深見聡
深見 聡（ふかみ さとし 1975年9月-）は、日本の観光学者・地理学者。長崎大学環境科学部准教授。

## 略歴
1975年鹿児島市に生まれる。鹿児島県立鶴丸高等学校を経て、1998年に鹿児島大学理学部地学科（現:理学科地球科学プログラムコース）卒業。2001年、NPO法人まちづくり地域フォーラム・かごしま探検の会を設立し、2008年まで代表理事を務める。2003年、同大学大学院教育学研究科修士課程地理学分野修了。2006年、同大学大学院人文社会科学研究科博士後期課程地域政策科学専攻修了。鹿児島国際大学附置地域総合研究所客員研究員等を経て、2008年より現職。専門は観光地理学、環境教育論、地理教育論。博士（学術）（鹿児島大学・甲人社研第3号）。

## 主な所属学会
- 日本観光研究学会
- 日本観光学会
- 日本地理学会
- 日本島嶼学会
- 全国地理教育学会（評議員）

## 著書

### 単著
- 『鹿児島の史と景を歩く－街めぐり14コース』（南方新社、2004年）
- 『地域コミュニティ再生とエコミュージアム－協働社会のまちづくり論』（青山社、2007年）
- 『ジオツーリズムとエコツーリズム』（古今書院、2014年）
- 『観光と地域―エコツーリズム、世界遺産観光の現場から』（南方新社、2019年）

### 編著
- 『観光とまちづくり－地域を活かす新しい視点』（古今書院、深見聡・井出明編著、2010年）

### 共著
- 『日本の地誌10 九州・沖縄』（朝倉書店、野澤秀樹・堂前亮平・手塚章編、2012年）
- 『地域資源とまちづくり－地理学の視点から』（古今書院、片柳勉・小松陽介編著、2013年）
- 『ジオツーリズム論－大地の遺産を訪ねる新しい観光』（古今書院、横山秀司編著、2014年）
- 『真実の潜伏キリシタン関連遺産』（メディアボーイ、井出明監修、2018年）
- 『古地図で楽しむ長崎』（風媒社、大平晃久編、2020年）

## 論文
- <深見聡

## 賞歴
- 2015年 - 観光学術学会賞著作奨励賞[3]
- 2015年 - 日本島嶼学会賞奨励賞[4]
- 2016年 - 日本観光研究学会賞観光著作賞（学術）（横山秀司他3名との共同受賞）[5]
- 2016年 - 全国地理教育学会賞優秀賞[6]

## 社会活動
- 鹿児島県社会教育委員(2008-10年)
- 長崎県環境アドバイザー(2009年-)
- 五島列島ジオパーク推進協議会学識顧問(2017年-)
- 奄美群島エコツーリズム推進協議会学識者(2024年-)